# Beaucamps-le-Jeune
Beaucamps-le-Jeune è un comune francese di 195 abitanti situato nel dipartimento della Somme nella regione dell'Alta Francia.

## Società

### Evoluzione demografica
Abitanti censiti